# Fit (Spülmittel)

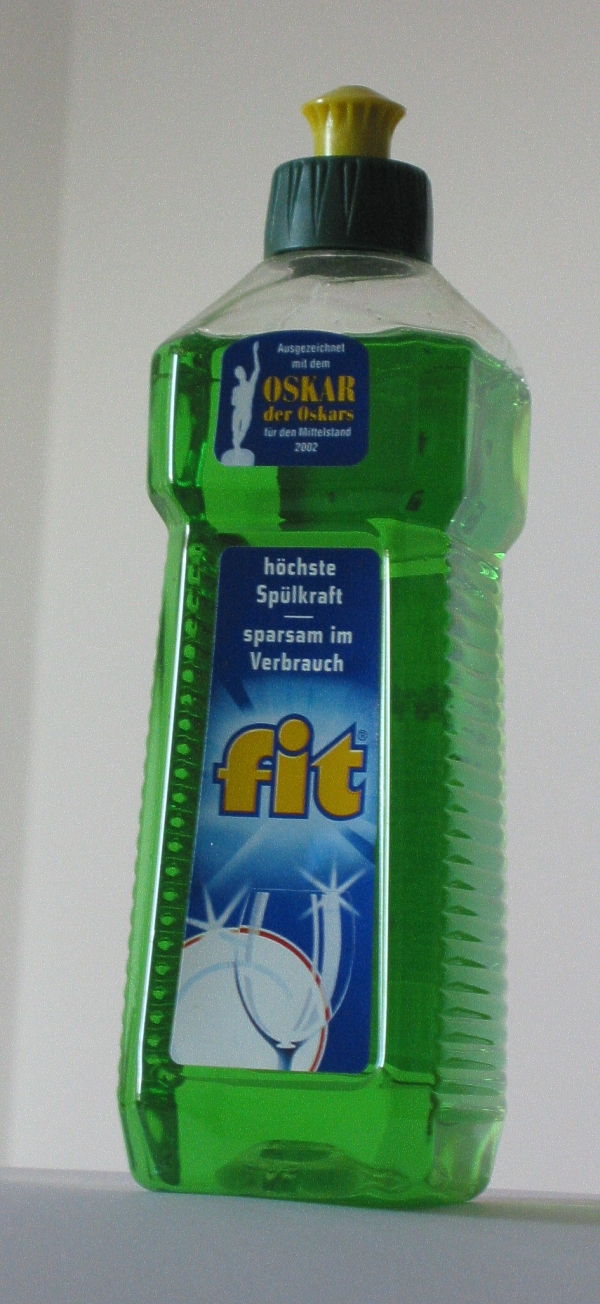
Fit-Spülmittel, 2000er Jahre

Fit (heute fit) ist ein Marken-Spülmittel, das zunächst in der DDR hergestellt wurde. 1954 erfolgte die Eintragung als Marke. Die Marke wurde in der DDR, ähnlich wie Pril in der Bundesrepublik, zum Gattungsnamen für Spülmittel. Zu DDR-Zeiten arbeiteten bis zu 450 Personen im Drei-Schicht-Betrieb in dem Unternehmen. Der Hersteller deckte ungefähr 85 Prozent des DDR-Bedarfs an Spülmittel ab.

## Geschichte
Fit wurde ursprünglich als Pulverprodukt hergestellt, später in flüssiger Form. Die Werbung für Fit entwarf Horst Geil. Die 500-ml-Flasche hat seit 1968 ihre bekannte Form, die dem Roten Turm am damaligen Produktionsstandort Karl-Marx-Stadt (heute wieder Chemnitz) nachempfunden ist. Das Spülmittel wurde bis 1967 im VEB Fettchemie Karl-Marx-Stadt hergestellt. Anschließend wurde die Herstellung nach Hirschfelde verlegt, wo es bis heute produziert wird.
Im Jahre 1993 übernahm der Chemiker Wolfgang Groß das Unternehmen und gründete die fit GmbH; die Produktpalette wurde um Reinigungs- und Waschmittel erweitert. Der Marktanteil im Spülmittelbereich beträgt in Ostdeutschland 36 Prozent bei einer Gesamtproduktion von 1,5 Millionen Flaschen pro Monat. In Gesamtdeutschland ist der Marktanteil mit 14,1 Prozent hinter Pril deutlich geringer.

## Wirkung
Eine Besonderheit des Spülmittels ist eine Wirkungsverstärkung von Luminol. Es wirkt dabei als Katalysator, der die Intensität der Chemolumineszenz erhöht, deren Dauer jedoch verkürzt. Diesen Verstärkungseffekt nutzen Kriminaltechniker beim Nachweis von verwischten, für das menschliche Auge unsichtbaren Blutspuren. Da man zunächst der Ansicht war, dass dieser Effekt nur bei der zu DDR-Zeiten üblichen Fit-Rezeptur auftrat, finden sich noch heute Großgebinde aus DDR-Produktion in kriminaltechnischen Laboratorien, für die jene noch zur Wendezeit in größerem Stil aufgekauft worden waren. 2006 wies eine Forschergruppe um Mark Benecke jedoch nach, dass auch „neues“ Fit diesen Effekt zeigt.

## Unterschiede zwischen Vor- und Nachwendeprodukt
Fit aus DDR-Produktion war nicht grün, sondern gelb, was durch die chemische Zusammensetzung bedingt war. Dieses Gelb erinnerte an Kernseife oder Sonnenblumenöl. Ab Ende der 1980er Jahre wurde allerdings ein etwas teureres Fit in den gleichen Flaschen in grüner Farbe, ähnlich wie heute, verkauft. 
Die Flaschen waren im Vergleich zu den heutigen außerdem etwas größer und hatten am Hals eine Art Reservoir mit einer Spitze zum Abschneiden. Der derzeitige Schraubverschluss wurde erst um das Jahr 2000 eingeführt.